# Igreja de Santo Antão (Calheta)
A Igreja paroquial de Santo Antão é um templo católico localizado no centro freguesia de Santo Antão, largo D. José Pedro da Silva, concelho da Calheta, ilha de São Jorge.

## Descrição
A actual igreja de Santo Antão apresenta-se como uma construção recente, foi inaugurada a 19 de Julho de 1992 e foi edificada em alvenaria pintada a cor branca. Possui duas torres sineiras laterais à fachada dotada de janela e óculo encimadas por pináculo piramidal. Este templo de grandes dimensões encontra-se no cima de uma grande escadaria que desde o caminho se eleva e eleva o templo.

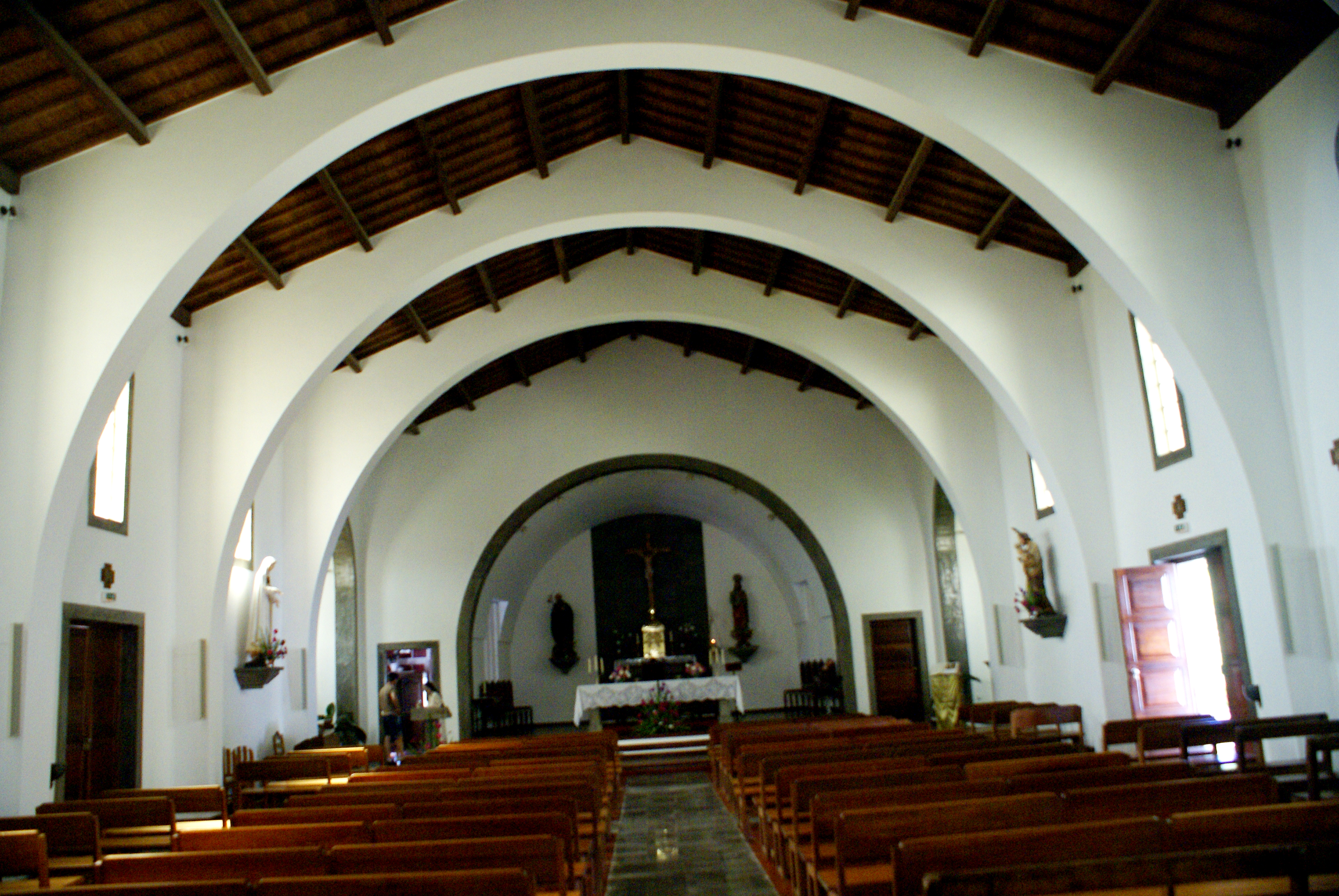
Igreja de Santo Antão, nave central.

No local existiu a primitiva ermida de Santo Antão, edificada entre 1757 e 1772, após a destruição da ermida de Santa Rita, a qual se desconhece com precisão a localização exata, mas que segundo o Padre José Leonardo, seria no atual cemitério e que foi destruída em 1757 pelo grande terramoto que devastou a ilha de São Jorge e que ficou registado na história com o nome de Mandado de Deus.
Aquando da elevação a paróquia em 1889, a ermida foi reabilitada para se transformar em igreja paroquial.
A mesma foi atingida por um raio em 1957 o que derrubou a sua torre sineira, ficando a igreja sem a mesma torre e nela se serviu culto até 1980, quando o terramoto de 1 de Janeiro danificou a sua estrutura, levando ao seu encerramento e posterior demolição para no mesmo lugar se edificar a atual igreja paroquial de Santo Antão.
O órgão de tubos desta igreja é um dos mais importantes órgãos históricos dos Açores, sabendo-se quase de certeza, tratar-se de um instrumento construído por Joaquim António Peres Fontanes, no último quartel do século XVIII.